# Alan Lidiard
Alan Bernard Lidiard (1928) é um químico britânico.
Foi aluno de Charles Coulson em Oxford e professor de química da Universidade de Oxford.
Recebeu em 1988 a Medalha e Prêmio Faraday. É membro correspondente da Academia de Ciências de Göttingen.

## Obras
- Ion conductivity, Handbuch der Physik, Volume 20, 1957
- Defects in crystalline solids, Cambridge University Press
- com A. R. Allnatt: Atomic transport in solids, Cambridge University Press, 1993, 2003